# Vännäsby
Vännäsby ist ein Ort (tätort) in der schwedischen Provinz Västerbottens län und in der historischen Provinz Västerbotten.

## Lage

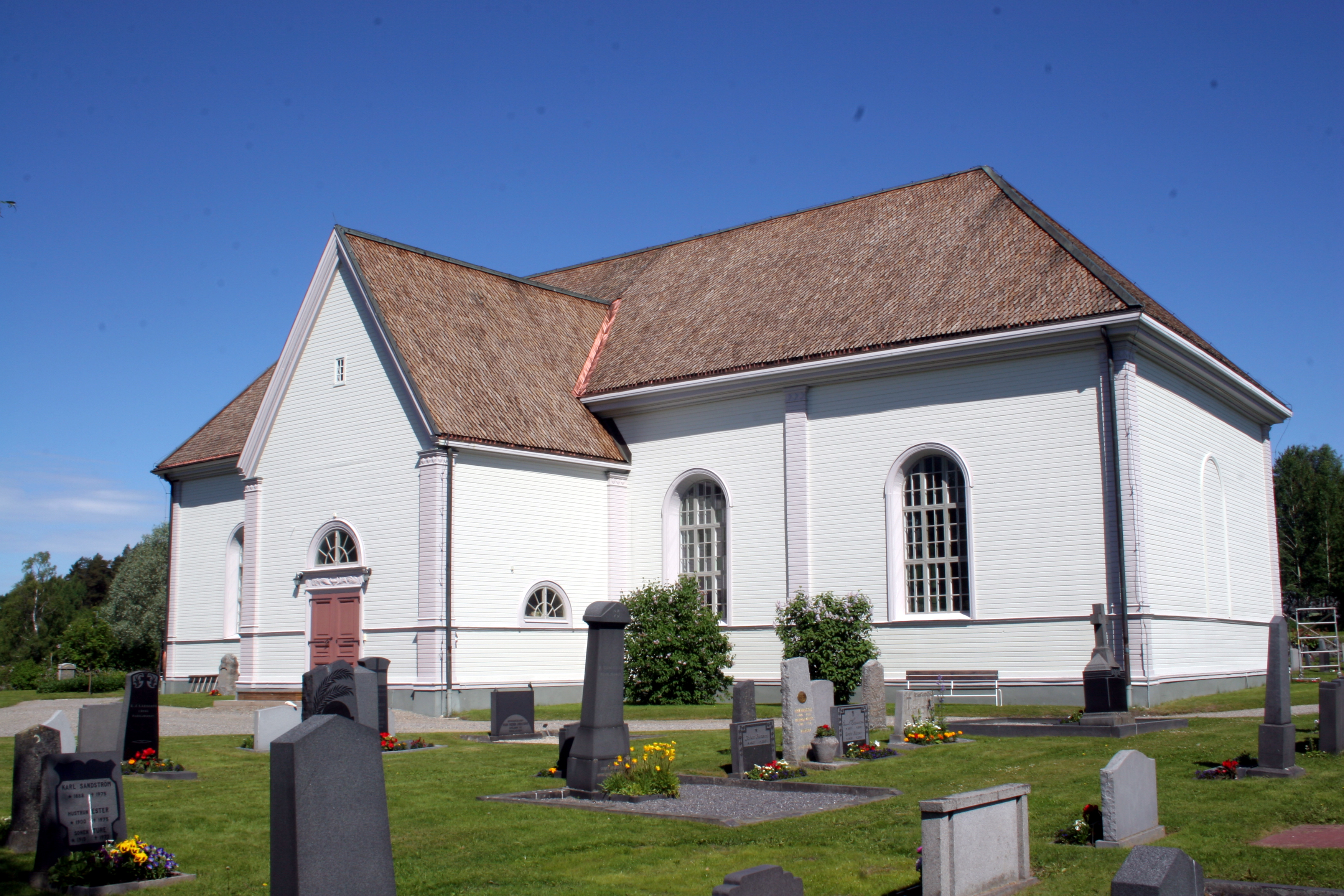
Vännäs kyrka

Vännäsby gehört zur Gemeinde Vännäs. Der Ort liegt etwa 25 km Luftlinie nordwestlich der Provinzhauptstadt Umeå und drei Kilometer östlich des Hauptortes der Gemeinde, Vännäs, am linken Ufer des dort 200 Meter breiten Ume älv. Unmittelbar am östlichen Ortsrand mündet der ebenso große Vindelälven als größter Nebenfluss des Ume älv von links ein. Vännäsby ist nach Vännäs der zweitgrößte Ort und einer der zwei Tätorte der Gemeinde.
Der Ort liegt an der Bahnstrecke Vännäs–Holmsund, die in Vännäs von der Stambanan genom övre Norrland (Nordlandbahn) abzweigt und nach Umeå führt. Die Umeåbanan genannte Strecke wurde 1896 bis Umeå eröffnet und 1920 bis Holmsund und zum Hafen Umeå an der Ostsee verlängert.
Vännäsby wird nördlich von der Europastraße 12 umgangen, dem Blauen Weg, der auf seinen schwedischen Abschnitt von Umeå über Storuman zum Wintersportort Tärnaby und weiter ins norwegische Mo i Rana führt. Zwischen Vännäsby und Vännäs zweigt die Reichsstraße 92 ab, eine Querverbindung über Åsele nach Dorotea am Inlandsvägen, der Europastraße 45.

## Geschichte
In Vännäsby liegen die Ursprünge des heutigen Vännäs. Der Ort nannte sich zunächst Wendenäs. Zwischen 1816 und 1825 wurde dort die Vännäs kyrka errichtet. Die 1967 zuletzt restaurierte Kirche ist heute eine Sehenswürdigkeit des Ortes.
Nach dem Bau der Nordlandbahn Ende des 19. Jahrhunderts verlagerte sich das Ortszentrum zur neuen Siedlung um die einige Kilometer westlich gelegene Bahnstation Vännäs, den heutigen Ort Vännäs. Die Bahnstation beim heutigen Vännäsby erhielt dagegen 1899 den Namen Spöland nach den wenige Kilometer nördlich zu beiden Ufern des Vindelälven gelegenen kleinen Siedlungen Västra und Östra Spöland. Die Bezeichnung Vännäsby ist seit 1940 in Gebrauch.
Heute ist Vännäsby faktisch Vorort des Gemeindezentrums Vännäs. In Vännäsby befindet sich auf Grund der günstigen Verkehrslage ein größeres Gewerbegebiet.